# Ukraiinka, Mejova
Ukraiinka (în ucraineană Українка) este un sat în așezarea urbană Mejova din raionul Mejova, regiunea Dnipropetrovsk, Ucraina.

## Demografie
Componența lingvistică a localității Ukraiinka
     Ucraineană (94,09%)
     Rusă (5,91%)
Conform recensământului din 2001, majoritatea populației localității Ukraiinka era vorbitoare de ucraineană (94,09%), existând în minoritate și vorbitori de rusă (5,91%).